# Sortilège (groupe)
Pour les articles homonymes, voir Sortilège.
Sortilège est un groupe de heavy metal et power metal français, originaire de Paris. Le style musical du groupe se situe entre Judas Priest et Iron Maiden. Le groupe se sépare en 1986, et se reforme trente-trois ans après en 2019.

## Biographie

### Débuts et succès
Le groupe, alors nommé Blood Wave, se forme en 1980 avec Jean-Philippe Dumont à la batterie ainsi que Stéphane Dumont et Didier Demajean aux guitares. En 1981, le groupe se rebaptise Sortilège et recrute Christian Augustin au chant et Daniel Lapp à la basse. Le groupe effectue de nombreux concerts en France et effectue la première partie des Anglais de Def Leppard au Bataclan le 8 mars 1983,. Pourtant le groupe ne trouve pas de maison de disques en France et signe avec le label néerlandais Rave-on Records.
Quelques mois plus tard, le groupe enregistre un premier EP, simplement intitulé Sortilège.
Le groupe signe ensuite avec la maison de disques française Madrigal et part en Allemagne pour enregistrer son premier album, Métamorphose. Le groupe est alors considéré comme la relève française du hard rock aux côtés des Satan Jokers, Vulcain et H-Bomb.
Afin d'étendre son auditoire à l'étranger, Sortilège décide d'enregistrer une version anglaise de l'album Métamorphose. Le chant de Christian Angustin s'avère peu convaincant dans la langue de Shakespeare et les ventes sont décevantes, hormis auprès du public Japonais.
Le groupe se produit dans de nombreux festivals internationaux et trouve son public en Allemagne, aux Pays-Bas, en Suisse, en Belgique et en France. La chanson Le Cyclope de l’étang figure sur la compilation Metal Warriors (1983), un florilège des meilleures chansons de heavy metal sorti dans les années 1980 par le label Ebony Records.

### Séparation
En 1986, Sortilège sort son dernier album intitulé Larmes de héros, enregistré aussi en Allemagne. Une nouvelle fois, la version anglaise est un échec commercial, le public allemand préférant la version française.
Cet album est plus mélodique que les précédents, mais ne rencontre pas son public, déçu par la perte d'agressivité de la musique du groupe.
Le groupe connaît des tensions internes, et fatigué du manque de soutien du public et des difficultés rencontrées avec leurs maisons de disques, Christian Augustin quitte le groupe en 1986. Après avoir envisagé de poursuivre l'aventure avec un autre chanteur, le reste du groupe décide finalement de se séparer.
Christian Augustin participe en invité à l'album de Furious Zoo, mené par Renaud Hantson, l'ancien batteur de Satan Jokers, qui produit également en 2012 l'album Zouille and Hantson, regroupant les deux chanteurs, ainsi que diverses pointures du rock français, dont Michaël Zurita ou Pascal Mulot. Il est exerce ensuite la profession de masseur et de professeur de gymnastique. Stéphane Dumont est ingénieur du son aux États-Unis. Didier Demajean dirige une société d’informatique, et Jean-Philippe Dumont a quant à lui tenté de reformer Sortilège au début des années 2000 pour finalement rejoindre Shaka Ponk en 2003.

### Reformation
Sortilège se reforme en 2019, participant en Allemagne au festival Keep It True. Le groupe et donne une série de concerts, la sortie d'un album live et d'un nouvel album studio sont envisagés.
Le groupe est programmé au Hellfest 2020 (annulé) puis au Hellfest 2021, mais une scission entre les membres originaux aboutit aux carrières parallèles de deux « Sortilège » avec d'un côté Christian Augustin, Daniel Lapp et Farid Medjane (ex-Trust) et de l'autre Stéphane Dumont, Didier Demajean et Bob Snake.
Ils ont depuis un nouveau line-up composé notamment de Christian Augustin (chant), Olivier Spitzer (guitare rythmique) et Bruno Ramos (guitare soliste).
Le 3 mars 2023, le groupe sort son cinquième album studio, Apocalypso, accompagné des singles Derrière les Portes de Babylone et Vampire. La même année, ils sortent un album live pour cette tournée, appelé Coram Populo, enregistré au Forum de Vauréal.
En 2025, le groupe annonce qu'ils entrent en studio pour enregistrer son nouvel qui devrait sortir à la fin de 2025. Peu de temps après, le 18 mai 2025, le groupe annonce avec tristesse la disparition de son guitariste Bruno Ramos, dont aucunes causes n'ont été déclarées. Il sera remplacé par le guitariste de Satan Jokers, Michaël Zurita.
Le 15 juin, le groupe a sorti un nouveau single intitulé Médusa en avant-première de leur prochain album qui comme dit précédemment sortira fin 2025. 

## Discographie

### Albums studios
- 1983 : Sortilège
- 1984 : Métamorphose
- 1986 : Larmes de héros
- 2021 : Phoenix
- 2023 : Apocalypso
- 2025 : Nouvel album

### Albums live
- 1984 : Live Breaking Sound Festival (bootleg)
- 2023 : Coram Populo (live)
- 2024 : Toujours Plus Live (EP)

### Singles
- 2021 : Sortilège
- 2021 : D'ailleurs
- 2023 : Derrière les Portes de Babylone
- 2023 : Vampire
- 2025 : Médusa

## Membres

### Nouveau Sortilège
- Christian « Zouille » Augustin - Chant / Composition
- Olivier « Commandant » Spitzer - Guitare rythmique / Chœurs / Composition / Production
- Michaël Zurita - Lead guitare / Composition
- Sébastien « Shag » Bonnet - Basse / Chœurs
- Clément « Cadet » Rouxel - Batterie

### Ancien membre (depuis la reformation en 2019)
- Bruno « Turbo » Ramos - Lead guitare / Composition (décédé le 18 mai 2025)

### Sortilège 1986
- Christian « Zouille » Augustin - chant (1980-1986)
- Didier « Dem » Demajean - guitare (1980-1986)
- Stéphane « L'Anguille » Dumont -  guitare (1980-1986)
- Daniel « Lapin » Lapp - basse (1980-1986)
- Jean-Philippe « Bob Snake » Dumont - batterie (1980-1986)